# Joseph Trévoux
Joseph Trévoux est un peintre français, né le 26 janvier 1831 à Lyon et mort le 3 janvier 1909 dans la même ville.
Dénommé naturaliste bien avant que le mouvement soit reconnu, Trévoux est surtout un synthétiste de la nature. Il commence sa carrière de paysagiste à l’atelier de Louis Janmot et côtoie d’autres artistes tels que Paul Borel, Irenée Richard, Joseph Hector Ranvier, Matheus Fournereau, avec lesquels il se liera d’amitié.
Féru de voyage et très en proie à l’émotion artistique provoquée par des paysages naturels, Trévoux passe une grande partie de sa vie à voyager, à partir en excursions et en ballades pour peindre, sans même se soucier de l’argent. Il épouse Marie Crozier-Vachon en 1858 à Lyon et aura trois enfants : Gabriel, Marguerite et Philippe. Ils voyagent tous ensemble en Italie, où ils habiteront pendant deux ans, et dans le sud de la France, dans les alentours de Saint-Raphaël.
Les nombreux croquis préparatoires de l’artiste que l’on a retrouvés permettent d’expliquer le processus de réalisation de ses tableaux, où le ciel, les arbres et l’espace semblent prendre possession de ses toiles. Les historiens d’art ont pu déterminer où se trouvait Joseph Trévoux au moment de peindre chacun de ses tableaux grâce aux lettres que celui-ci échangeait avec sa famille éloignée lors de ses voyages.

## Biographie

### Jeunesse et études
Joseph Trévoux est né le 26 janvier 1831 à Lyon. Il est le fils de Jean-Gabriel Trévoux et de Marguerite Avignon.
Il fait ses études chez les Dominicains d’Oullins au temps de Monseigneur Dauphin. Il y rencontre un ami qu’il gardera toute sa vie, Paul Borel. L’abbé Lacuria, leur professeur, leur transmet l’amour de la musique et des grands maîtres. Dans les années 1850, il suit les événements politiques et assiste à Lyon sur la place publique à la destruction du portrait de Louis-Philippe. Son père l’exile en Dauphiné dans la maison familiale de Vignieu. En 1854, Trévoux entre dans l’atelier de Louis Janmot en même temps que Paul Borel. Il côtoie Irenée Richard, Gabriel Ranvier, Matheus Fournereau avec lesquels il gardera contact toute sa vie.
Il est le seul élève de Louis Janmot qui fasse une carrière de paysagiste. Janmot, Borel et Trévoux restent liés, ils font de la musique ensemble.
Entre 1854 et 1858, Trévoux séjourne fréquemment à Paris. Il assiste aux émeutes contre l’Empire. Il aurait fréquenté un atelier parisien et il resterait de cette époque deux ou trois copies du Louvre qui n’ont pas été retrouvées. Il est probable qu’il ait voyagé en Allemagne, en Suisse et aux Pays-Bas notamment en compagnie de Paul Borel et Félix Thiollier. Dès 1855, Il rencontre Ravier à Crémieu. Il connaît Carrand et François Vernay.

### Vie de famille et carrière de peintre
Le 3 mai 1858 Trévoux épouse à Lyon Marie Crozier-Vachon. Leur voyage de noces a lieu en Italie, au mois de mai. Ils s’installent ensuite à Vignieu. Le 3 mai 1859 naît leur premier fils, Gabriel.
Entre 1860 et 1864, Trévoux travaille dans la région de Creys où il passe l’été et une partie de l’automne dans une maison louée au marquis de Quinsonnas. Il fréquente surtout le groupe d’artistes de Morestel parmi lesquels Appian, Allemand Fontanesi, Ravier, et certains des Bugistes du cercle de Bidauld à Rossillon. Il expose régulièrement aux salons de Lyon à partir de 1860 et pour le salon de Paris aux Champs-Élysées à partir de 1864. Le 24 septembre 1864 née leur fille Marguerite. Leur deuxième fils, Philippe, naîtra le 19 avril 1876. Le 29 décembre 1883, Marguerite Trévoux (fille de l’artiste) se marie avec Éleuthère Brassart à Rome.

### Voyage en Italie
En décembre 1865, la famille Trévoux part pour un voyage de 2 ans en Italie. Ils arrivent à Rome le 11 décembre. Le pape de cette époque est Pie IX. Le 14 décembre, ils emmènagent via Mario dei Fiori no 16, appartement proche de la place d’Espagne et du Pincio. Ils visitent Rome comme l’attestent les lettres de Mme Trévoux à sa mère. Le 26 décembre, ils assistent à une cérémonie célébrée par le pape à la chapelle Sixtine.
Trévoux fréquente les élèves de l’Académie de France en particulier l’atelier de Philippe Fabish, sculpteur avec lequel il se d’amitié, ainsi qu’Hector Lemaire.
Le 13 janvier 1866, ils assistent au carnaval romain où les pensionnaires de l'Académie de France se sont distingués en ornant un char de sculptures et de peintures. En février, ils partent en excursion dans les environs de Rome en compagnie de Florentin Servan à Albano, Ariccia, Genzano et au lac de Nemi.
En juin, Trévoux acquiert un domaine forestier à Cervara, aux environs de Rome, dans les montagnes de la Sabine. Il est associé à Messieurs Cordon et O’Murphy. Ils forment ensemble une société pour le commerce et le transport des bois, et plus spécialement l’exploitation de la locomotive Lotz.
En février 1867, ils emménagent au no 44 via dei Condotti, entre le Corso et la Place d’Espagne. L’atelier de Joseph Trévoux se trouve dans la même rue, à proximité.
En décembre, la famille Trévoux part pour un séjour de onze mois en Provence et s’installe entre Saint-Raphaël et l’Île Saint-Honorat. Les Trévoux s’installent pour six mois à l’hôtel de France où ils viennent grossir un groupe de peintres lyonnais et parisiens.

### Excursions
Pendant l’année 1868, Joseph Trévoux fait de nombreuses excursions dans le sud de la France notamment. Ses balades et voyages sont sa source première d’inspiration.
- 14 janvier : Saint-Egond.
- 24 février : Borel rejoint Trévoux à Saint-Raphaël. Ils visitent Cannes.
- 10 août : Marseille.
- 19 septembre : journée à Vintimille et Bordighera.
- 2 octobre : Nice, Cannes, Antibes.
- 5 octobre : Marseille.
- 6 octobre : Lyon.

### Dernières années
En 1870, Trévoux est garde national pendant la guerre. L’année d’après, les Trévoux visitent Bastia, Corte et Orezza, comme le montrent les dessins de cette époque. En 1874, Joseph Trévoux est à Paris où il se rend au musée du Louvre. Il y rencontre Janmot.
En 1884, Les Trévoux sont de retour à Rome dans l’appartement qu’ils ont conservé via dei Condotti. Ils visitent en avril Naples et Paestum. En 1893, Eugène Joanmon, neveu de Trévoux et architecte au Chili, organise une exposition-vente des tableaux de Trévoux dans le principal hôtel de Santiago.
En 1894, ils vendent la propriété de Vignieu. Certains peintres comme Ravier, Janmot, Beauverie et Trévoux se réunissent pour des parties de chasse à Précivet, près de Poncins (propriété Thiollier dans la Loire). À partir de 1905, Trévoux souffre d’une jambe qui le gêne pour se déplacer.
Joseph Trévoux meurt le 3 janvier 1909 à Lyon.

## Œuvre

### Source d'inspiration
En tant que peintre naturaliste, Joseph Trévoux trouve son inspiration dans la nature et a peint un bon nombre de paysages : de dessins rapidement brossés, sans détails apparents, à toiles très travaillées, ses œuvres sont variées. Au fil de ses promenades et de ses voyages le peintre immortalise une vue, une saison ou une lumière pour retranscrit sa vision de la nature.
De nombreux croquis préparatoires ont été retrouvés et associés aux toiles finies.

### Sur les traces de Poussin
Au cours de ses promenades, Joseph Trévoux a suivi les pas de Nicolas Poussin et a peint certains de ses paysages en se plaçant à l’endroit exact où s’était précédemment installé Poussin. De ces ballades naitra une série de tableaux, intitulée « la promenade du Poussin ».
Le peintre traite ce thème sous différents angles comme en témoigne la série de dessins préparatoires suivante :

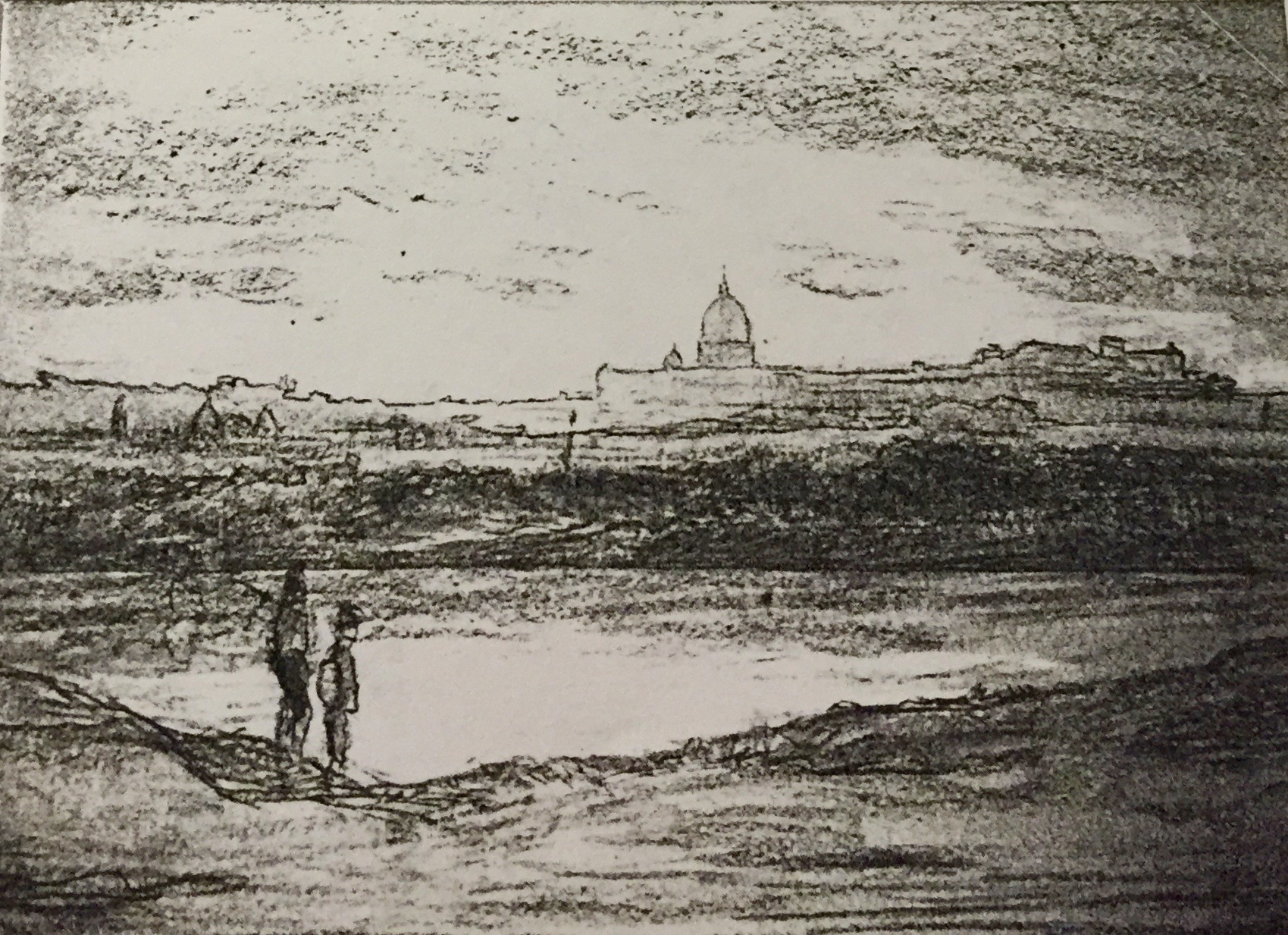
Joseph Trévoux, Croquis préparatoire, Promenade du Poussin à Rome, fusain et craie blanche sur papier bleu, 30 cm x 38,5 cm, Montbrison (Loire), collection particulière.
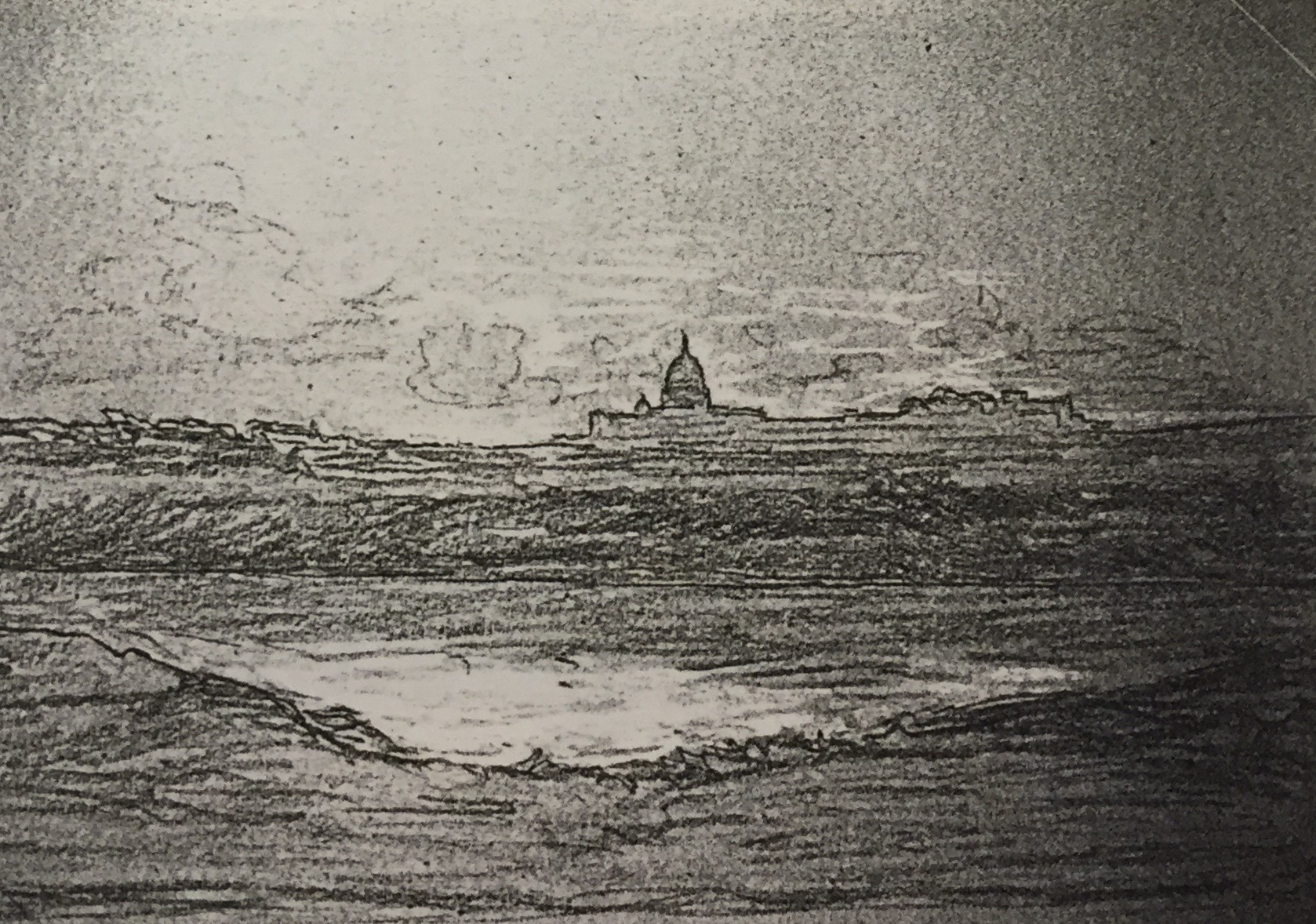
Joseph Trévoux, Croquis préparatoire, Promenade du Poussin à Rome, fusain et craie blanche sur papier bleu, 30 cm x 39,5 cm, Montbrison (Loire), collection particulière.
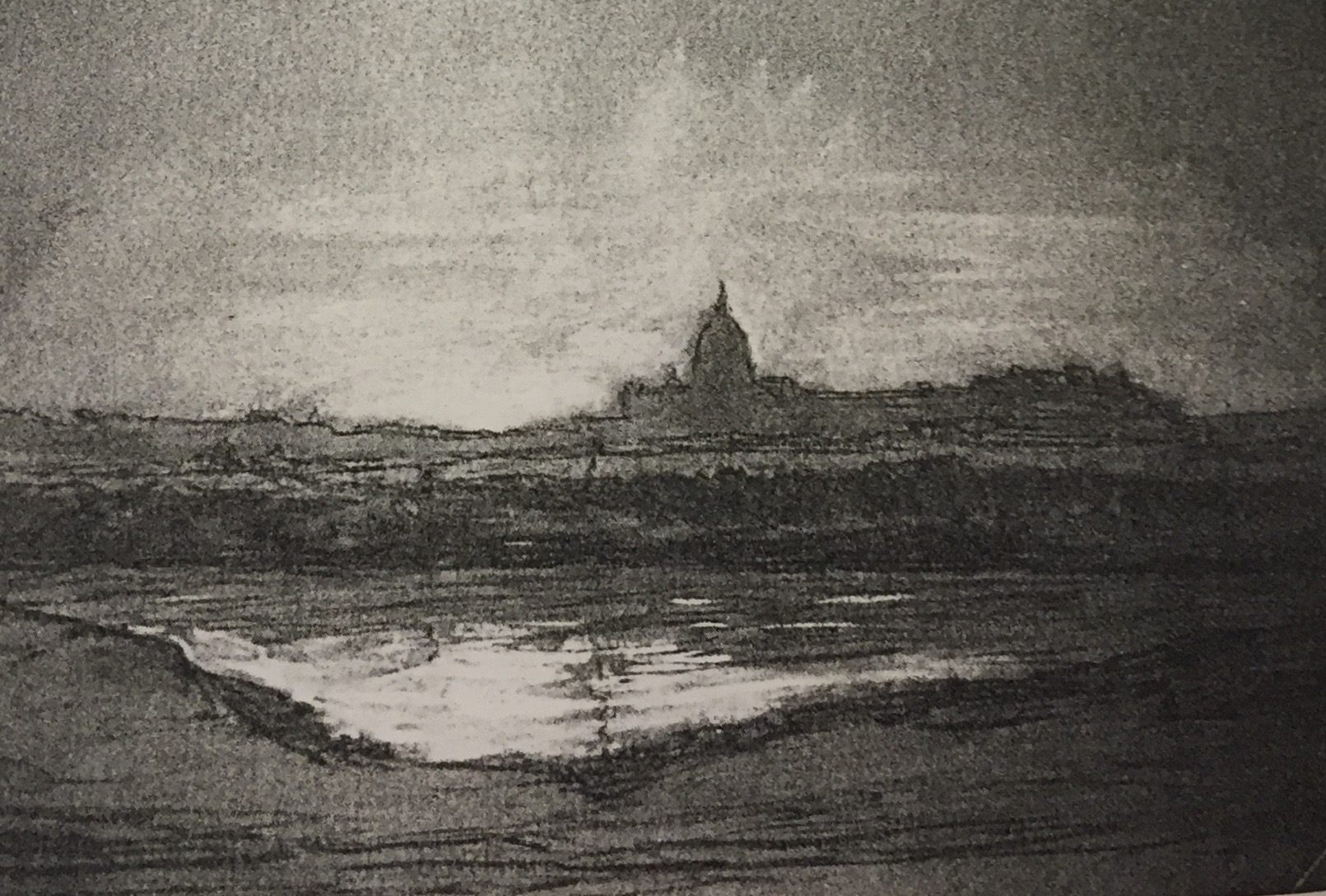
Joseph Trévoux, Croquis préparatoire, Promenade du Poussin à Rome, fusain et craie blanche sur papier ocre, 30 cm x 39,5 cm, Montbrison (Loire), collection particulière.
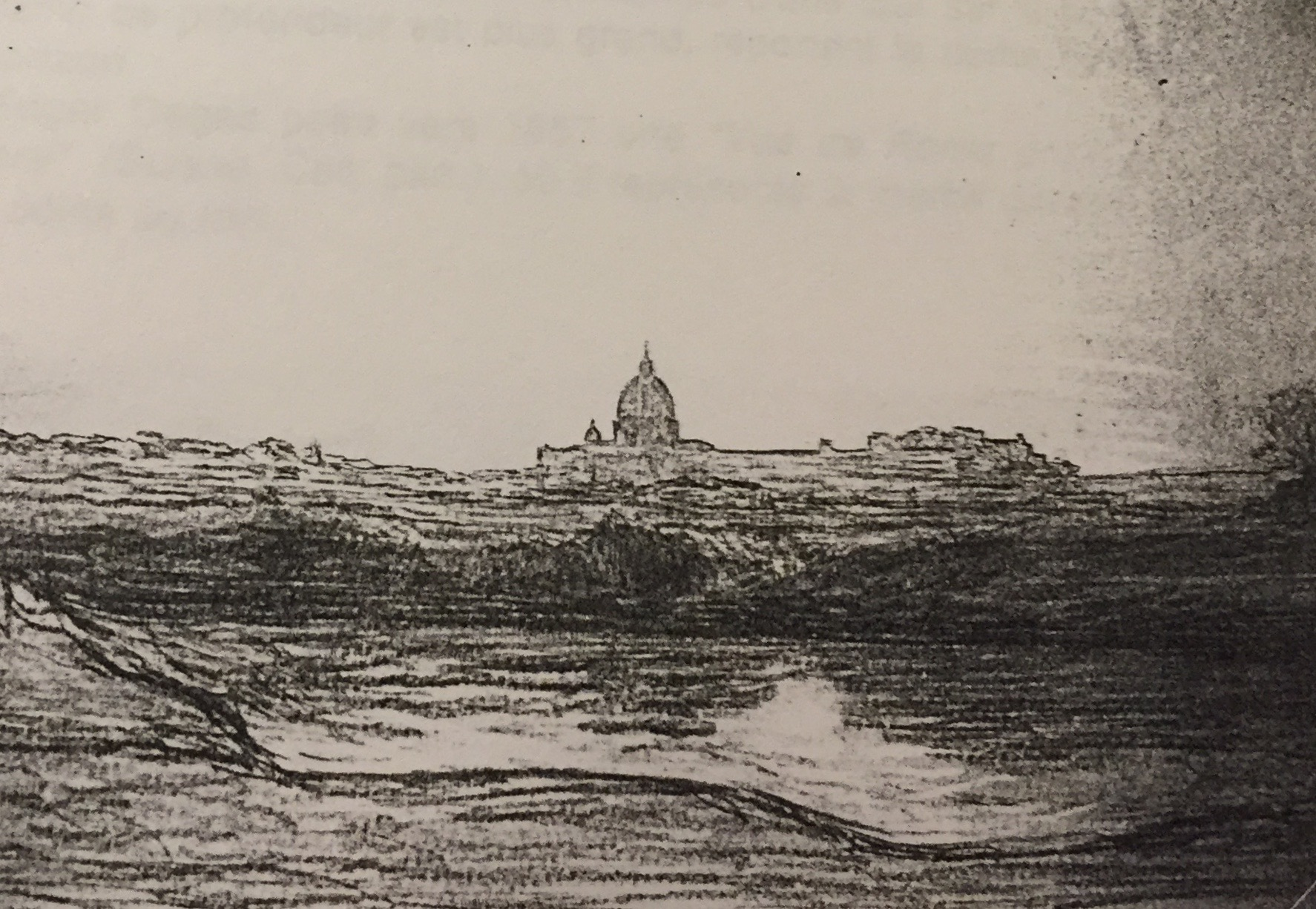
Joseph Trévoux, Croquis préparatoire, Promenade du Poussin à Rome, fusain et craie blanche sur papier gris, 26,5 cm x 38,5 cm, Montbrison (Loire), collection particulière.

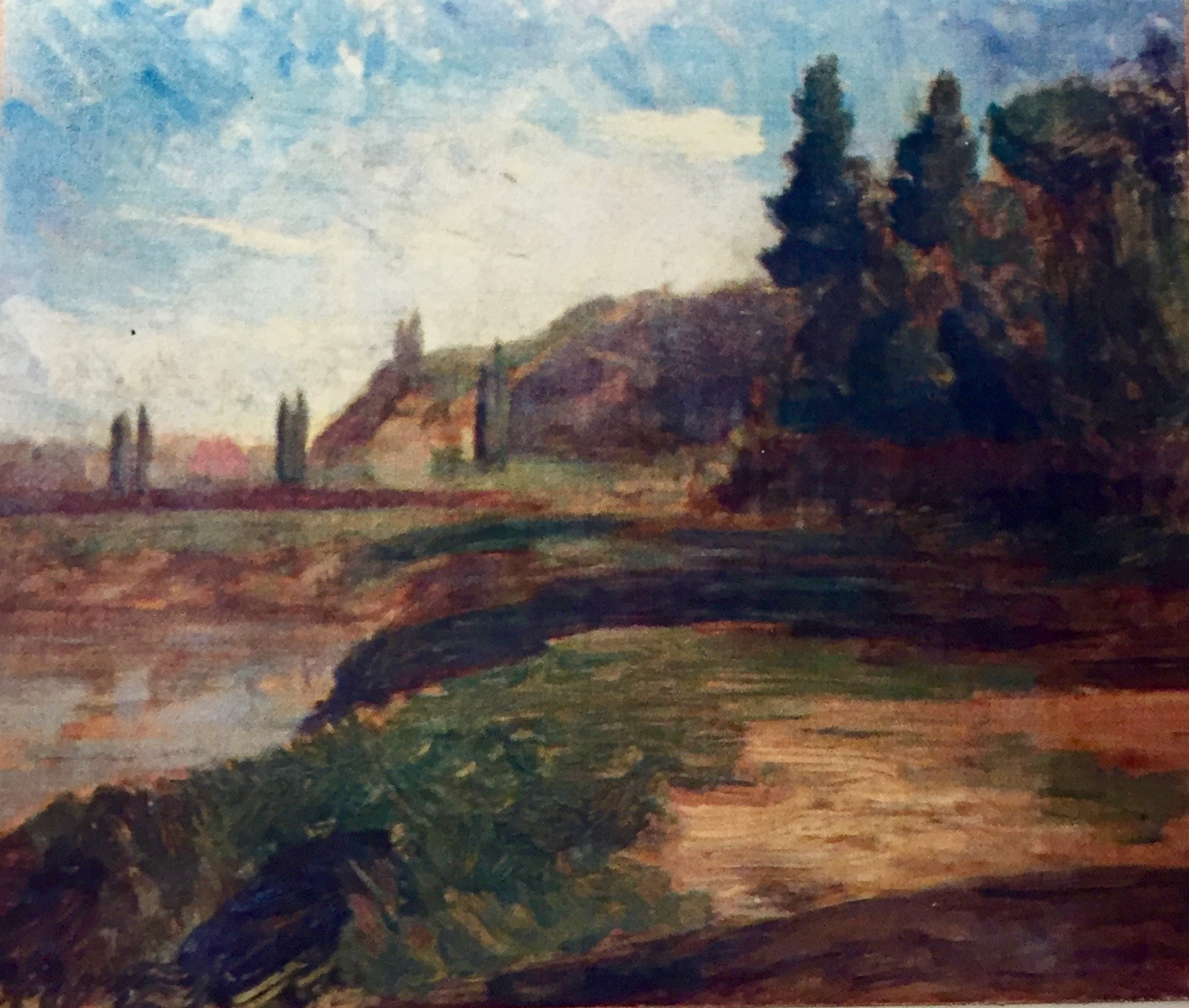
Rome, Acqua Acetosa, huile sur toile marouflée sur carton,, Montbrison (Loire), collection particulière.

À l’horizon de ces esquisses, réalisées au fusain et à la craie blanche, on remarque le découpage du dôme de Saint-Pierre et du Vatican. Ce paysage montre les rives du Tibre, près de Rome, en un lieu nommé Acqua Acetosa. La petite histoire rappelle que c’est l’endroit où Poussin faisait ses promenades solitaires pour fuir la grande ville et étudier le paysage. Plusieurs peintres furent inspirés par ce site, tels que Paul Flandrin ou Corol.
À l’aide, en partie, de ces dessins préparatoires, Joseph Trévoux peint finalement une huile appelée Rome, Acqua Acetosa :

## Postérité
Comme de son vivant, les tableaux de Joseph Trévoux sont exposés dans différents salons et salles d’art. Le musée des beaux-arts de Lyon conserve quelques-unes de ses œuvres.